# Аазе
Аазе (нім. Aasee) — водосховище на річці Мюнстерше-Аа в місті Мюнстер, Північний Рейн-Вестфалія, Німеччина.

## Географія

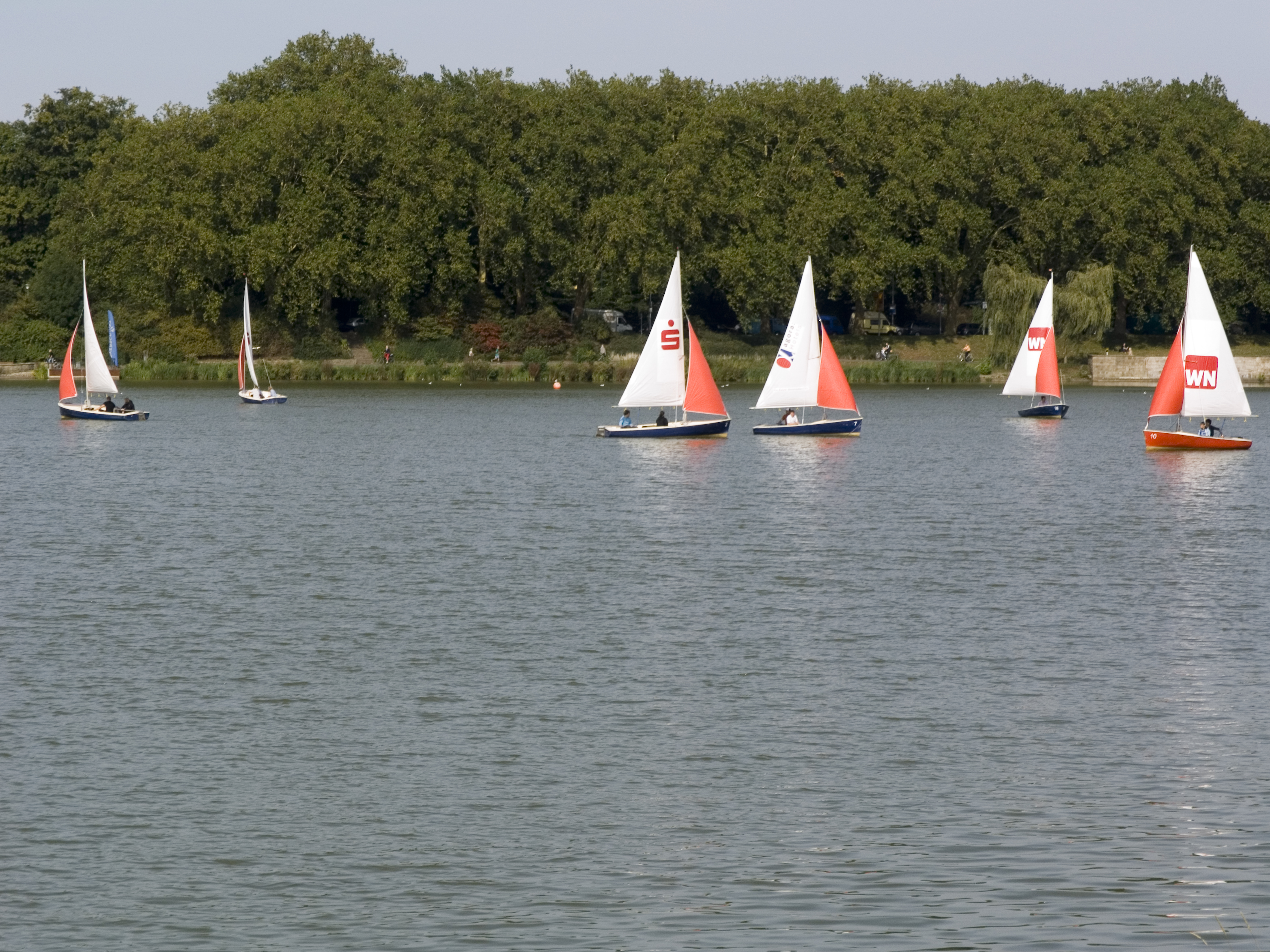
Яхти на Аазе

Водосховище Аазе розташоване в південно-західній частині міста Мюнстер. Має витягнуту з південного заходу на північний схід форму. Завдовжки приблизно 2,3 км, максимальна ширина становить 240 м, площа — 40,2 га. Максимальна глибина — 2 м. Аазе є основною зоною відпочинку міста Мюнстер.
Водосховище Аазе має екологічну функцію, захищаючи Мюнстер від повеней і забезпечуючи природну вентиляцію центральної частини міста, оскільки охолоджує повітряні маси з південного заходу. Саме цей напрямок притоку повітря переважає. У холодні зими Аазе повністю замерзає.

## Історія

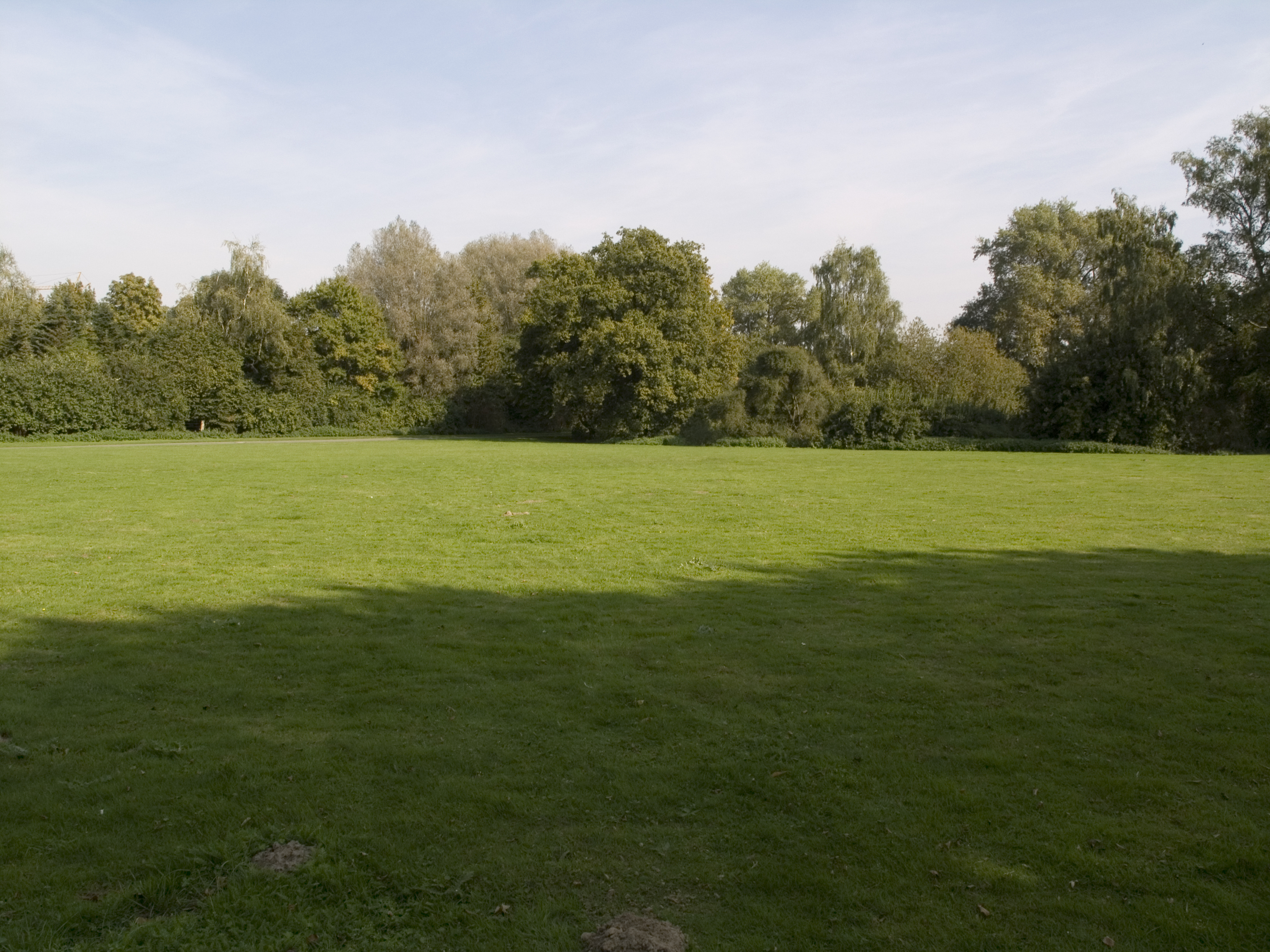
Галявина в парку

18 грудня 1660 року під час облоги Мюнстера війська архієпископа Кристофа Бернхарда фон Галена з метою порушити водопостачання міста зруйнували два земляні вали. Внаслідок цього затоплено значні площі. Сліди затоплення було видно ще багато років на тому місці, де нині лежить Аазе.
Аж до початку XIX століття на місці нинішнього Аазе були болота і заплави, через які протікала Мюнстерше-Аа. Під час паводків рівень води іноді був настільки високим, що вона заливала вулиці старого міста. У 1888 році за будівництво греблі висловився професор зоології Герман Ландоіс. Ландоіс вважав, що це не тільки захистить місто від повеней, але й розв'яже проблему постачання питною водою, а також допоможе популяризації водних видів спорту, таких як вітрильний спорт і веслування. Тільки через чверть віку після цієї заяви і через 9 років після смерті Ландоіса, навесні 1914 року, італійські робітники розпочали реалізовувати проєкт, але його здійсненню завадила Перша світова війна.
Після чергової сильної повені 1925 року тодішній бургомістр Мюнстера Георг Шперліх розпорядився продовжити роботи. 1934 року роботи закінчили, й котлован заповнили водою. Площа водосховища на той час становила 20,7 га. Внаслідок будівельних робіт 1972—1976 років площа водосховища збільшилася майже удвічі — на 19,5 га. Навколо Аазе розплановано кілька парків загальною площею 90 га з галявинами, загальною площею 18 га, прокладено понад 10 км велосипедних і пішохідних доріжок. На березі озера відкрили два ресторани, човнову станцію та вітрильний клуб Мюнстера[de]. Ще 1961 року на березі Аазе відкрили музей просто неба Мюленхоф, а 1974 року — Мюнстерський зоопарк.
У 2009 році Аазе з навколишніми парковими зонами отримав титул найкращого парку Європи після того, як він 2008 року був визнаний найкращим парком Німеччини.
Із 1969 року на берегах Аазе проходить щорічний фестиваль повітряних куль, а з 1979 року — щорічна піратська регата, яку проводить Ганзейський вітрильний клуб.